# Drzewica
Pour les articles homonymes, voir Drzewica (homonymie).
Drzewica (prononciation [dʐɛˈvʲit͡sa]) est une ville du powiat d'Opoczno dans la voïvodie de Łódź dans la partie méridionale de la Pologne .
Sa superficie s'étend sur 4,9 km2 avec une population de 3 945 habitants en 2006.

## Administration
De 1975 à 1998, la ville était attachée administrativement à l'ancienne voïvodie de Radom.

Depuis 1999, elle fait partie de la nouvelle voïvodie de Łódź.
Elle est le siège administratif (chef-lieu) de la gmina de Drzewica.

## Galerie
Quelques vues de la ville

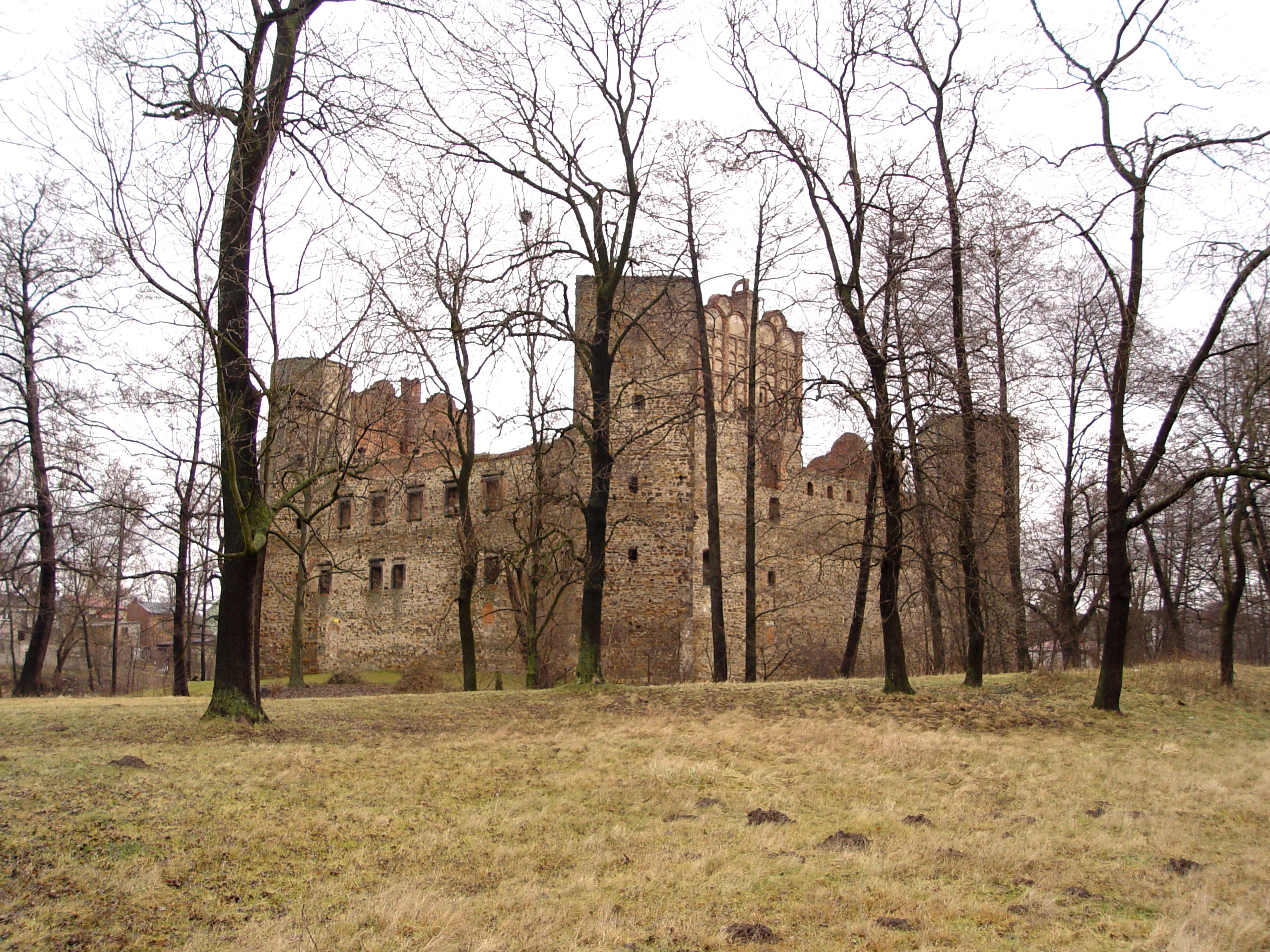
Ruine du château

## Référence
1. ↑  http://www.poczta-polska.pl/hermes/uploads/2013/02/spispna.pdf?84cd58 Liste des codes postaux de  la Pologne